# طره

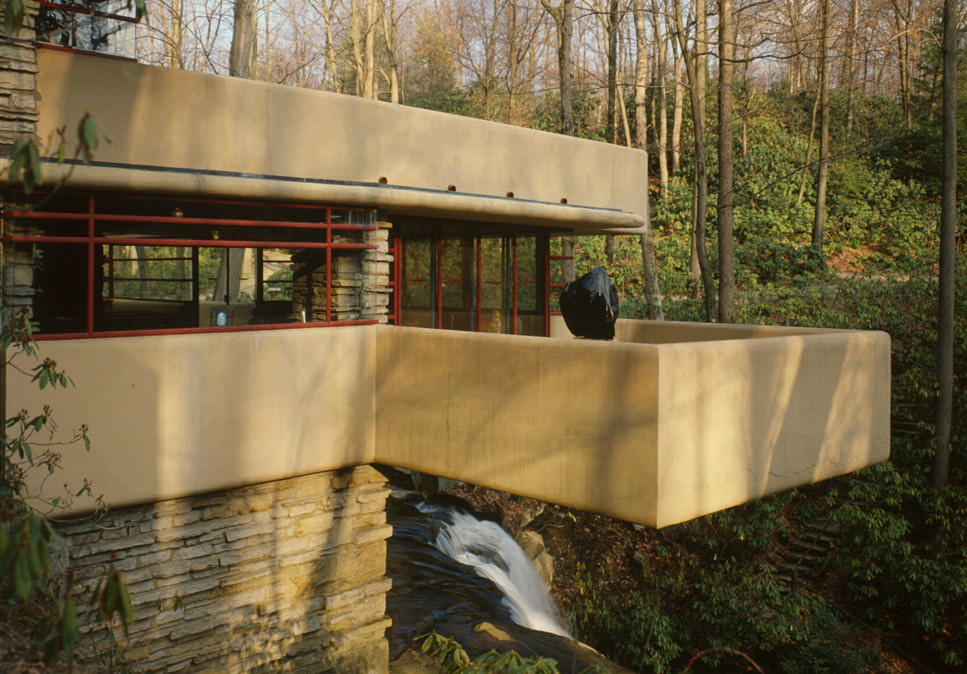
معروف‌ترین طُرّه در معماری را طُرّهٔ بالکن خانه آبشار می‌دانند.

طُرّه یا تیر سرکش یا تیر کنسول (به انگلیسی: Cantilever) در ساختمان‌سازی و هواپیماسازی، به تیر یا عضو افقی‌ای گفته می‌شود که یک سرش بر پایه متکی است و سر دیگرش از بدنهٔ بنا بیرون نشسته‌است.
برای انجام محاسبه برای طُرّه فرمول استونی از فرمول‌های مهم است:
{\displaystyle \delta ={\frac {3\sigma \left(1-\nu \right)}{E}}\left({\frac {L}{t}}\right)^{2}}

## نگارخانه

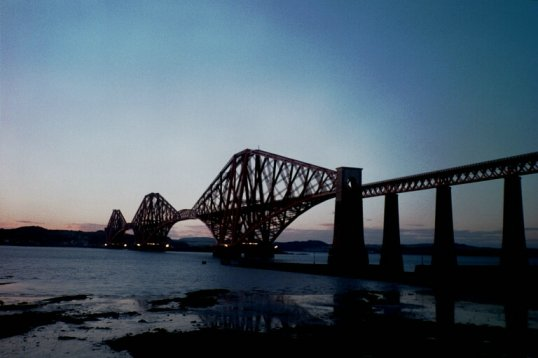
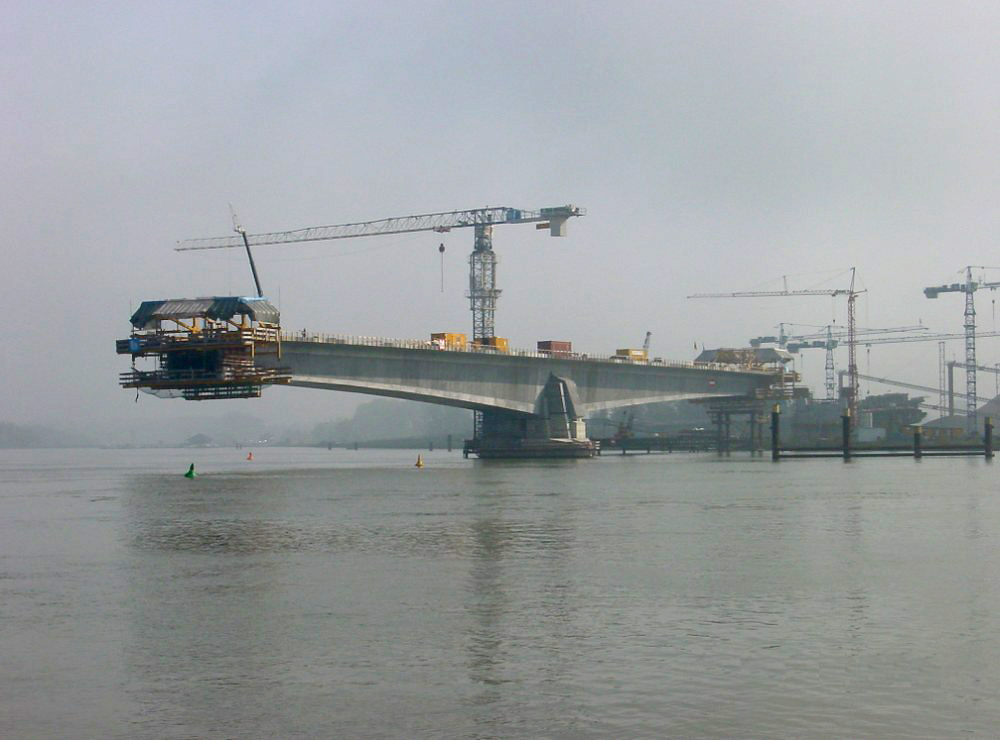
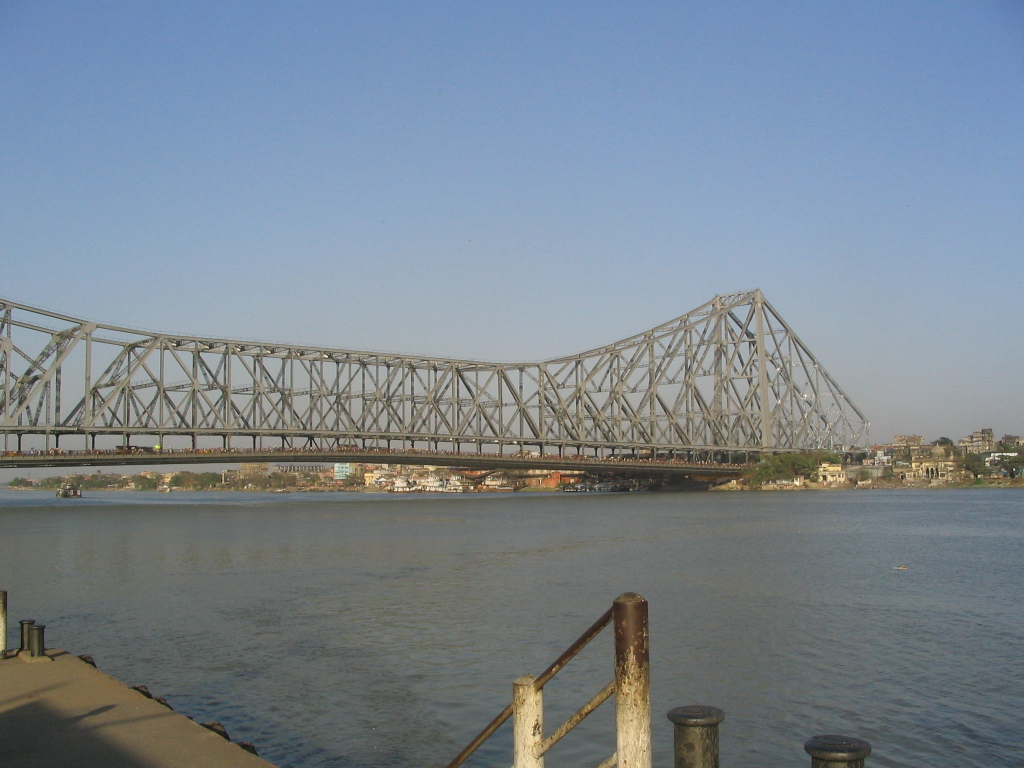
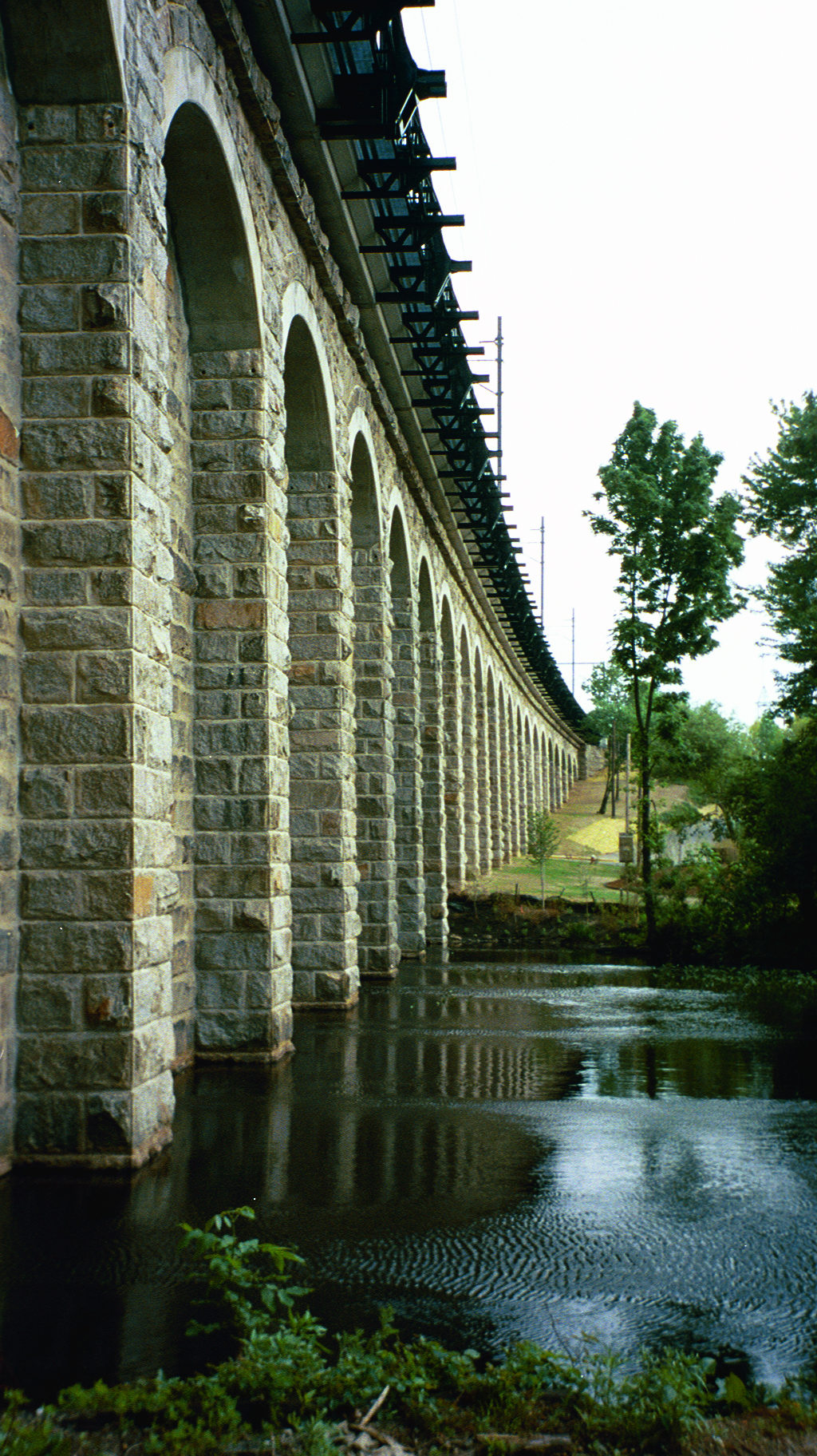
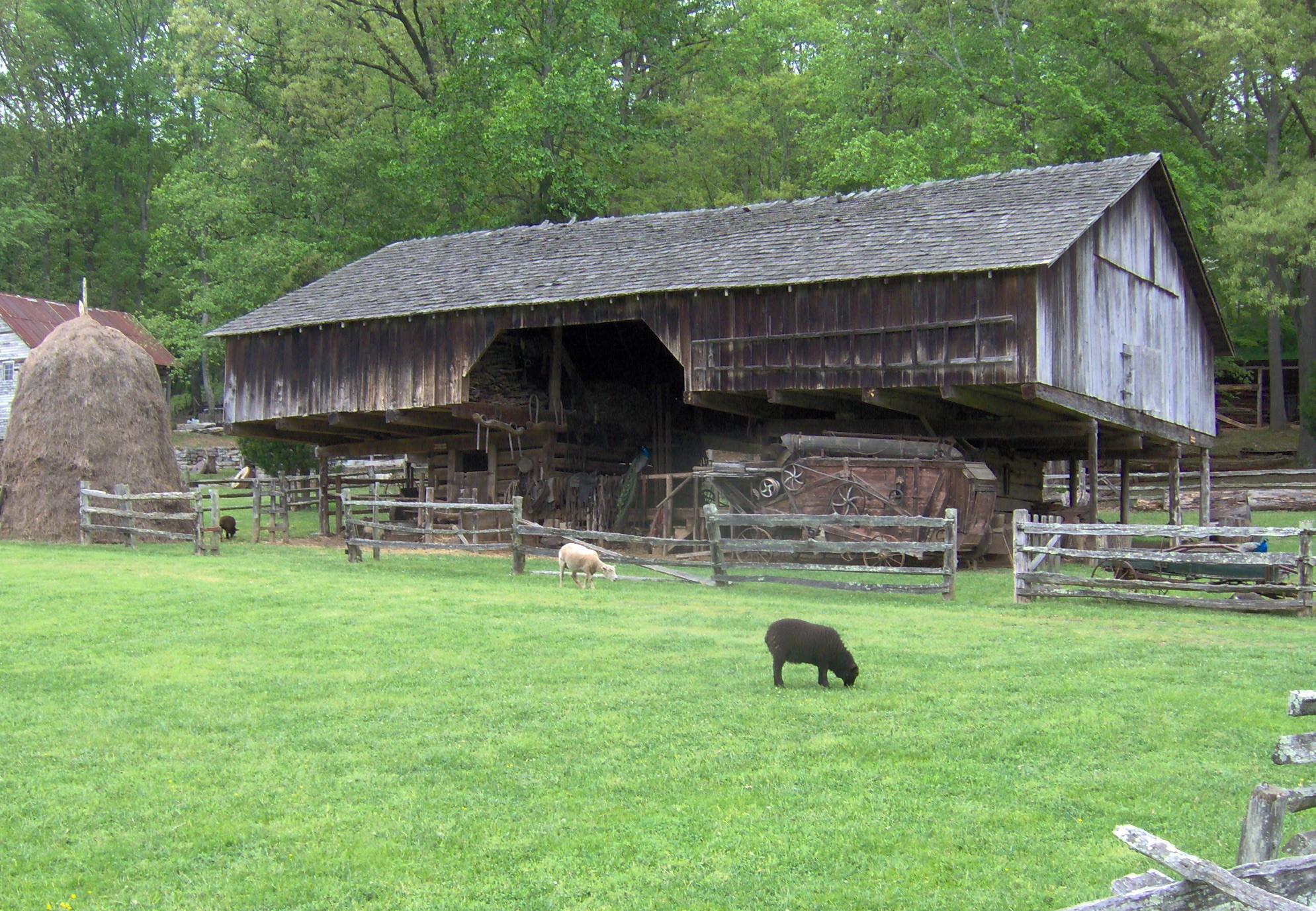